# Accelerated Graphics Port
Accelerated Graphics Port ili AGP port je bio razvijen od Intela 1996. godine kako bi se uvećala brzina grafičkih kartica spojenih na matične ploče kompjutera. U stvarnosti ova sabirnica je samo poboljšana generacija PCI porta što mu je bilo i vidljivo iz prvobitnog imena PCI verzija 2.1. Od prethodnika je preuzeta i brzina sabirnice koja je u skladu s verzijom 2 ubrzana na 66 Mhz što je točno dvaput od onih prvobitnih PCI-evih 33 Mhz. 

## Povijest
U isto doba kada Intel donosi odluku o stvaranju AGP standarda on donosi stratešku odluku o napuštanju socketa 7 s ciljem odvajanja od konkurenciju koju su tada činili AMD, Cyrix i Centaur Technology. Kako bi kupce Intel privukao na svoj Pentium II procesor i novi socket što izlaze 1997. godine on donosi odluku o postavljanju chipseta s AGP-om na nove matične ploče kako bi se marketinškom kampanjom o boljoj grafici (pored ostalog) nanijela što veća šteta konkurenciji. Iako je taj od Intela nikada priznati projekt postigao određeni uspjeh (uništenje Cyrix i Centaura)nezavisni proizvođači matičnih ploča su uvidjeli grafičke sposobnosti AGP-a i počeli graditi socket 7 ploče s AGP portom čime je ovaj standard postao sastavni dio svih kompjutera bez obzira na proizvođača od 1998. godine.

## Sposobnosti
Prva verzija AGP porta imena AGP je radila na sabirnici od 66 Mhz što je omogućavalo prenos podataka između grafičke kartice i matične ploče u brzini od 266 MB/s. Ovo je popis svih verzija porta s brzinama pronosa podataka:
- AGP 66 x 1 = 66 Mhz s prenosom podataka od 266 MB/s
- AGP 1.0 66 x 2 = 133 Mhz s prenosom podataka od 533 MB/s
- AGP 2.0 66 x 4 = 266 Mhz s prenosom podataka od 1066 MB/s
- AGP 3.0 66 x 8 = 533 Mhz s prenosom podataka od 2133 MB/s

Nakon ove posljednje verzije AGP svjetski kompjutorski lideri su donesli odluku o ukidanju ovoga standarda kako bi se zamijenio s PCI Express koji je imao već u prvoj godini proizvodnje brzinu prenosa podataka od 5.8 GB/s što je gotovo 3 puta brže od AGP 3.0

## Kraj AGP-a
Kao što je Intel stvorio ovaj port tako ga je i 2004 godine odlučio ukinuti. U toj odluci on ima punu podršku Microsofta koji zbog svojih pravnih problema pruža punu podršku novom grafičkom standardu. 
Pokušavajući produžiti život AGPa određen broj proizvođača je između 2004 i 2006 godine izbacio nekoliko matičnih ploča s hibridnim portovima kako bi se moglo na PCI E spojiti AGP kartica ti proizvođači i standardi su:
- AGP Express port kojega je postavila na svoje matične ploče ECS kompanija.
- AGI port kojega je postavila na svoje matične ploče ASRock kompanija
- AGX port kojega je postavila na svoje matične ploče Epox kompanija
- XGP port kojega je postavila na svoje matične ploče Biostar kompanija

Svi ti hibridni portovi predstavljaju određeni problem svojim vlasnicima pošto prihvaćaju samo određene AGP grafičke kartice. Danas početkom 2008. godine se na tržištu još samo teoretski mogu naći čipseti na matičnim pločama koje podržavaju čisti AGP tako da je smrt ovog porta već postala činjenično stanje.  